# 테우데리쿠스 3세
테우데리히 3세(Theuderic III, 657년/654년 - 691년) 또는 토이데리히 3세(Theuderich III) 또는 티에리 3세(Thierry III)는 메로빙거 왕조 출신 프랑크 왕국의 군주였다. 일부 귀족들을 규합, 카롤링거 가의 세력에서 벗어나려 하였으나 벗어나지 못했다. 일설에는 650년 출생설과 657년 출생설 등 있다.
675년부터 네우스트리아와 부르군드의 왕, 679년부터는 아우스트라시아의 왕이었다.
그는 피핀 2세와 마르틴의 누이인 클로틸드와 결혼하여 아들 힐데베르트 4세, 클로타르 4세, 클로비스 4세 테우데리히와 딸 기셀라, 베르트라다(베르타), 프랑크의 클로틸드 등을 두었다. 베르트라다는 다시 외삼촌인 마르틴에게 시집갔다. 프랑크의 클로틸드는 히스파니아 백작 람베르트 2세(Lambert II)와 결혼, 그의 딸 란드라다(Landrada)는 히스파니아 백작 시그람누스와 결혼했고, 히스파니아 백작 인그람(Ingerman)의 어머니가 되었다. 인그람은 경건왕 루트비히의 처 이르멘가르트의 친정아버지로 추정되는 인물이다.

## 같이 보기
- 프랑크의 군주
- 메로빙거 왕조
- 베르타
- 피핀 2세
- 프랑크 왕국